# Kawasaki Ki-119
Kawasaki Ki-119 (яп. キ119) — проєкт легкого бомбардувальника Імперської армії Японії періоду Другої світової війни.

## Історія створення
На початку 1945 року, коли союзники вже підступали до берегів Японії, штаб ВПС Імперської армії Японії поставив фірмі Kawasaki завдання розробити легкий бомбардувальник, призначений для пілотів-камікадзе. Літак повинен був бути технологічним у виробництві, легким в обслуговуванні та керуванні, мати хороші льотні характеристики та нести достатнє бомбове навантаження. Єдиною жорсткою вимогою було використання двигуна, який вже випускався промисловістю.
Оскільки дальність польоту мала другорядне значення, була вибрана схема одномісного одномоторного літака. У березні 1945 року було сформоване технічне завдання: дальність дії з 800-кг бомбою — до 600 км, озброєння — 2 х 20-мм гармати, двигун Mitsubishi Ha-104. Додатково вимагалось гарні характеристики зльоту-посадки та можливість виготовлення в умовах розосередженого виробництва.
Менше, ніж за 3 місяці конструктори під керівництвом Такео Доі та Юн Кітано розробили ескізний проєкт та побудували макет літака. Крило мало велике подовження і мало забезпечувати хороші льотні якості літака, а широкі стійки шасі з потужними амортизаторами від Kawasaki Ki-102 повинні були полегшувати зліт недосвідченого пілота. Фюзеляж розроблявся відштовхуючись від фюзеляжу Kawasaki Ki-100, з нього ж було взято більшість обладнання. Літак був задуманий як легкий бомбардувальник з двома 20-мм гарматами, розміщеними в крилах, здатний нести одну 800-кг бомбу під фюзеляжем. Літак також можна було використовувати як пікірувальник з двома 250-кг бомбами, підвішеними під крилом, або як ескортний винищувач зі встановленням в крилі ще 2 гармат. Планер літака мав виготовлятись на декількох розосереджених виробництвах, а потім складатись на підземному заводі поблизу Міцунамі.
Перший політ був запланований на серпень 1945 року, але більшість креслень було втрачено під час нальоту на Какаміґахару у червні 1945 року. Незважаючи на це, конструктори підготували новий комплект креслень та сподівались закінчити літак до листопада 1945 року. Але капітуляція Японії перервала роботи над літаком.

## Тактико-технічні характеристики

### Технічні характеристики
- Екіпаж: 1 чоловік
- Довжина: 11,85 м
- Висота: 4,5 м
- Розмах крил: 14 м
- Площа крила: 31,9 м²
- Маса порожнього: 3 670 кг
- Маса спорядженого: 5 980 кг
- Навантаження на крило: 187.4 кг/м²
- Двигун: Mitsubishi Ha-104
- Потужність: 1 900 к. с.
- Питома потужність: 3 кг/к.с.

### Льотні характеристики
- Максимальна швидкість:580 км/г на висоті 6 000 м і 475 км/год на рівні моря
- Практична дальність: 600 км
- Максимальна дальність: 1200 км
- Практична стеля: 10 500 м
- Швидкість підйому: на висоту 6 000 м за 6 хв. 6 с.

### Озброєння
- Гарматне:
  - 2 × 20-мм гармати «Ho-5» в фюзеляжі
  - 2 × 20-мм гармати «Ho-5» в крилах (варіант ескортного винищувача)
- Бомбове навантаження:
  - 800 кг бомба
  - 2 x 250 кг бомби
  - 2 x 600 л підвісні паливні баки